# Stanley Ridges
Stanley Ridges (Southampton, 17 luglio 1890 – Westbrook, 22 aprile 1951) è stato un attore britannico.

## Biografia
Stanley Ridges fu pupillo di Beatrice Lillie, grande attrice teatrale e interprete di commedie musicali, e per diversi anni fece esperienza sui palcoscenici britannici, affinando le proprie doti di attore. Trasferitosi negli Stati Uniti, approdò a Broadway in ruoli brillanti, ma in seguito ebbe occasione di affermarsi in parti drammatiche, recitando in opere di Maxwell Anderson come Mary of Scotland, nel ruolo di Lord Morton, e Valley Forge, nel ruolo del tenente colonnello Lucifer Tench, diventando un protagonista di personaggi romantici e passionali.
Ridges debuttò all'epoca del muto nel film Success (1923). Con la sua eccellente dizione e il suo gradevole timbro vocale, passò senza problemi al cinema sonoro, affermandosi nella pellicola Delitto senza passione (1934), con Claude Rains, e specializzandosi in ruoli di caratterista. Tra le sue interpretazioni più note, quella del professor Kingsley, un mite docente universitario che si trova a vivere una doppia personalità, quella del sanguinario Red Cannon, nel thriller Black Friday (1940), accanto a Bela Lugosi. Le trasformazioni del personaggio, previste dalla trama con richiami all'analoga vicenda del Dottor Jekyll e di Mr. Hyde, consentirono a Ridges di dimostrare tutta la sua abilità nella recitazione.
Tra gli altri suoi ruoli cinematografici di rilievo, da ricordare quello dell'ispettore di Scotland Yard che sospetta di Charles Laughton in Quinto non ammazzare! (1944), del Maggiore Buxton (comandante di Gary Cooper) ne Il sergente York (1942), del professor Siletsky in Vogliamo vivere! (1942) e di Cary Travers Grayson, il medico della Casa Bianca in Wilson (1944). In rare occasioni Ridges ebbe l'opportunità di recitare da protagonista, tra queste si ricorda il B movie False Faces (1943).
Nel 1950 apparve in alcune serie televisive antologiche, come Studio One e Philco Television Playhouse. Il film La sposa illegittima (1951), una commedia con Ginger Rogers, fu la sua ultima apparizione sul grande schermo prima della morte, avvenuta a Westbrook, nel Connecticut, all'età di 60 anni.

## Filmografia parziale

### Cinema
- Delitto senza passione (Crime Without Passion), regia di Ben Hecht, Charles MacArthur (1934)
- Sotto i ponti di New York (Winterset), regia di Alfred Santell (1936)
- La figlia perduta (Internes Can't Take Money), regia di Alfred Santell (1937)
- Un vagabondo alla corte di Francia (If I Were King), regia di Frank Lloyd (1938)
- Il terzo delitto (The Mad Miss Manton), regia di Leigh Jason (1938)
- Pericolo biondo (There's That Woman Again), regia di Alexander Hall (1938)
- Lasciateci vivere! (Let Us Live), regia di John Brahm (1939)
- Silver on the Sage, regia di Lesley Selander (1939)
- La via dei giganti (Union Pacific), regia di Cecil B. DeMille (1939)
- Morire all'alba (Each Dawn I Die), regia di William Keighley (1939)
- Black Friday, regia di Arthur Lubin (1940)
- Il lupo dei mari (The Sea Wolf), regia di Michael Curtiz (1941)
- Il sergente York (Sergeant York), regia di Howard Hawks (1941)
- La storia del generale Custer (They Died with Their Boots On), regia di Raoul Walsh (1941)
- La signora acconsente (The Lady Is Willing), regia di Mitchell Leisen (1942)
- Vogliamo vivere! (To Be or Not to Be), regia di Ernst Lubitsch (1942)
- Il terrore di Chicago (The Big Shot), regia di Lewis Seiler (1942)
- Occhi nella notte (Eyes in the Night), regia di Fred Zinnemann (1942)
- Il trionfo di Tarzan (Tarzan Triumphs), regia di Wilhelm Thiele (1943)
- Arcipelago in fiamme (Air Force), regia di Howard Hawks (1943)
- This Is the Army, regia di Michael Curtiz (1943)
- La storia del dottor Wassell (The Story of Dr. Wassell), regia di Cecil B. DeMille (1943)
- Wilson, regia di Henry King (1944)
- Traditori (The Master Race), regia di Herbert Biberman (1944)
- Quinto non ammazzare! (The Suspect), regia di Robert Siodmak (1944)
- Le tigri della Birmania (God is My Co-Pilot), regia di Robert Florey (1945)
- Capitano Eddie (Captain Eddie), regia di Lloyd Bacon (1945)
- La commedia è finita (Because of Him), regia di Richard Wallace (1946)
- I conquistatori (Canyon Passage), regia di Jacques Tourneur (1946)
- L'amore può aspettare (Mr. Ace), regia di Edwin L. Marin (1946)
- Anime in delirio (Possessed), regia di Curtis Bernhardt (1947)
- Il delitto del giudice (An Act of Murder), regia di Michael Gordon (1948)
- I cavalieri dell'onore (Streets of Laredo), regia di Leslie Fenton (1949)
- Sono tua (You're My Everything), regia di Walter Lang (1949)
- Aquile dal mare (Task Force), regia di Delmer Daves (1949)
- Il romanzo di Thelma Jordon (The File on Thelma Jordon), regia di Robert Siodmak (1950)
- La mia vita per tuo figlio (Paid in Full), regia di William Dieterle (1950)
- Uomo bianco, tu vivrai! (No Way Out), regia di Joseph L. Mankiewicz (1950)
- La sposa illegittima (The Groom Wore Spurs), regia di Richard Whorf (1951)

### Televisione
- Studio One - serie TV, 8 episodi (1949-1951)
- Suspense - serie TV, 3 episodi (1950-1951)

## Doppiatori italiani
- Amilcare Pettinelli in La storia del dottor Wassell, Quinto non ammazzare!, I conquistatori, Il romanzo di Thelma Jordon
- Luigi Pavese in La via dei giganti, Morire all'alba, Il lupo dei mari
- Gaetano Verna in La storia del generale Custer, Arcipelago in fiamme, Anime in delirio
- Lauro Gazzolo in Il terzo delitto
- Gualtiero De Angelis in Il sergente York
- Stefano Sibaldi in Vogliamo vivere!
- Mario Besesti in Il terrore di Chicago